# Campo central
Un campo central es un campo de fuerzas conservativo tal que la energía potencial de una partícula solo dependa de la distancia (escalar) a un punto fijo llamado centro o fuente del campo.
El campo gravitatorio del sol, tal como es tratado matemáticamente en la mecánica newtoniana es un ejemplo de campo central (sin embargo, en teoría de la relatividad dicho campo gravitatorio tiene un tratamiento matemático más complejo).

## Caracterización matemática
Puesto que los campos centrales por definición son conservativos pueden obtenerse como el gradiente de un potencial {\displaystyle U(r)\;} donde {\displaystyle r\;} es la distancia a la fuente del campo. Por tanto en cada punto del espacio el campo central viene dado por:

(1){\displaystyle \mathbf {F} (\mathbf {r} )=-{\boldsymbol {\nabla }}U(r)=-{\frac {\partial U(r)}{\partial r}}{\frac {\mathbf {r} }{r}}=-\left({\frac {\partial U}{\partial x}}\mathbf {\hat {i}} +{\frac {\partial U}{\partial y}}\mathbf {\hat {j}} +{\frac {\partial U}{\partial z}}\mathbf {\hat {k}} \right)}

Una propiedad muy importante del movimiento en un campo central es que el momento angular (respecto al centro del campo) se conserva, es decir, esa magnitud es una constante del movimiento:

(2){\displaystyle {\frac {d\mathbf {L} }{dt}}={\frac {d}{dt}}(\mathbf {r} \times \mathbf {p} )={\dot {\mathbf {r} }}\times \mathbf {p} +\mathbf {r} \times {\dot {\mathbf {p} }}={\dot {\mathbf {r} }}\times (m{\dot {\mathbf {r} }})+\mathbf {r} \times \left(-{\frac {\partial U(r)}{\partial r}}{\frac {\mathbf {r} }{r}}\right)=0+0}

Donde los dos términos a que da lugar la derivada del producto se acaban anulando ya que en los dos casos resultan vectores paralelos y el producto vectorial de dos vectores paralelos se anula. Además puesto que el momento angular y el vector de posición son permanentemente perpendiculares y al ser el primer vector constante, se sigue el que movimiento en un campo central está siempre confinado al plano perpendicular al momento angular y por tanto la trayectoria de la partícula será una curva plana.

## Movimiento en un campo central
El movimiento de una partícula en un campo central tiene al menos dos constantes de movimiento: la energía mecánica total (por ser el campo conservativo) y el momento angular. Como el movimiento tiene dos dimensiones, ya que se da sobre un plano, las ecuaciones del movimiento y de la trayectoria son totalmente integrables por el método de cuadraturas.
Para ver esto escribamos primero el lagrangiano, que expresado en coordenadas polares sobre el plano del movimiento resulta ser tan sencillo como:

(3){\displaystyle L={\frac {1}{2}}m({\dot {r}}^{2}+r^{2}{\dot {\phi }}^{2})-U(r)}

Por lo que las ecuaciones de movimiento, obtenidas substituyendo el lagrangiano anterior en las ecuaciones de Euler-Lagrange son simplemente:

{\displaystyle {\frac {d}{dt}}(mr^{2}{\dot {\phi }})=0\qquad m{\ddot {r}}-mr{\dot {\phi }}^{2}+{\frac {\partial U}{\partial r}}=0}

De la primera de ellas se obtiene que la cantidad entre paréntesis, que coincide con el módulo del momento angular Lz que permanece constante, de acuerdo con lo que sabíamos. Substituyendo ese resultado en la ecuación de la energía total tenemos:

(4){\displaystyle {\frac {1}{2}}m({\dot {r}}+r^{2}{\dot {\phi }})+U(r)={\frac {1}{2}}m{\dot {r}}^{2}+{\frac {1}{2}}{\frac {L_{z}^{2}}{mr^{2}}}+U(r)=E}

Y esta última ecuación puede integrarse sin dificultad, obteniéndose la siguiente cuadratura:

(5){\displaystyle {\dot {r}}={\frac {dr}{dt}}={\sqrt {{\frac {2}{m}}\left[E-U(r)\right]-{\frac {L_{z}^{2}}{m^{2}r^{2}}}}}\qquad \Rightarrow \qquad t=\int {\frac {dr}{\sqrt {{\frac {2}{m}}\left[E-U(r)\right]-{\frac {L_{z}^{2}}{m^{2}r^{2}}}}}}+{\mbox{cte}}}

Esa ecuación da implícitamente la relación de la distancia entre el centro del campo y la partícula que se mueve a lo largo del tiempo. Para encontrar la trayectoria basta usar:

(6){\displaystyle {\frac {d\phi }{dt}}={\frac {L_{z}^{2}}{mr^{2}}}\qquad \Rightarrow \qquad \phi =\int {\frac {1}{r}}{\frac {L_{z}dr}{\sqrt {2mr^{2}\left[E-U(r)\right]-L_{z}^{2}}}}+{\mbox{cte}}}

## Descripción del movimiento
La ecuación (4) implica que el movimiento de una partícula en un campo central respecto a la coordenada radial r se parece a un movimiento unidimensional en que la energía potencial ha sido corregida por un término dependiente de Lz (usualmente llamado barrera centrífuga). Eso implica que el movimiento de la coordenada r está acotado entre un valor máximo {\displaystyle r_{max}\,} y un mínimo {\displaystyle r_{min}\,}, es decir la coordenada r tiene una variación periódica.
Sin embargo, en general el movimiento en un campo central no resulta periódico, sino cuasiperiódico, ya que es la composición de dos movimientos periódicos, en {\displaystyle r\;} y en {\displaystyle \phi \;}, de períodos que en general no coincidirán. Cuando la coordenada radial experimenta un ciclo completo, la coordenada polar habrá tenido una variación dada por:

(7){\displaystyle \Delta \phi =2\int _{r_{min}}^{r_{max}}{\frac {1}{r}}{\frac {L_{z}dr}{\sqrt {2mr^{2}\left[E-U(r)\right]-L_{z}^{2}}}}=2\pi \cdot c}

La condición de que la trayectoria sea perfectamente cerrada, y por tanto periódica, equivale a que en la igualdad anterior {\displaystyle c\in \mathbb {Q} }, cosa que en general no se cumplirá. Si c es efectivamente racional la "órbita" o trayectoria será periódica, sin por el contrario c no resulta racional el movimiento será solo cuasiperiódico y la órbita será un conjunto denso que "llena" el anillo comprendido entre, r = rmin y r = rmax.